# Coppa Europa di skeleton 2020
La Coppa Europa di skeleton 2020 è stata l'edizione 2019-2020 del circuito continentale europeo dello skeleton, manifestazione organizzata dalla Federazione Internazionale di Bob e Skeleton; è iniziata l'8 dicembre 2019 a Winterberg, in Germania, e si è conclusa il 25 gennaio 2020 ad Altenberg, sempre in Germania. Sono state disputate sedici gare: otto per le donne e altrettante per gli uomini in cinque differenti località.
La tappa conclusiva di Altenberg (gara 2) ha inoltre assegnato i titoli europei juniores.
Vincitori dei trofei, conferiti agli atleti classificatisi per primi nel circuito, sono stati la britannica Amelia Coltman nel singolo femminile e il tedesco Felix Seibel in quello maschile, entrambi alla loro prima affermazione nel circuito europeo.

## Calendario
| Località             | Data                | Donne | Uomini |
| -------------------- | ------------------- | ----- | ------ |
| Winterberg           | 8 dicembre 2019     | ●     | ●      |
| Schönau am Königssee | 14–15 dicembre 2019 | ●●    | ●●     |
| Innsbruck            | 10–11 gennaio 2020  | ●●    | ●●     |
| Sigulda              | 18 gennaio 2020     | ●     | ●      |
| Altenberg            | 24–25 gennaio 2020  | ●●    | ●●     |
| Totale               | Totale              | 8     | 8      |

|  | Tappa valida anche per il campionato europeo juniores |

## Risultati

### Singolo donne
| Data             | Località             | Prime classificate           | Seconde classificate        | Terze classificate         |
| ---------------- | -------------------- | ---------------------------- | --------------------------- | -------------------------- |
| 8 dicembre 2019  | Winterberg           | Hannah Stevenson Regno Unito | Amelia Coltman Regno Unito  | Hanna Staub Germania       |
| 14 dicembre 2019 | Schönau am Königssee | Amelia Coltman Regno Unito   | Josefa Schellmoser Germania | Hanna Staub Germania       |
| 15 dicembre 2019 | Schönau am Königssee | Endija Tērauda Lettonia      | Luisa Hornung Germania      | Amelia Coltman Regno Unito |
| 10 gennaio 2020  | Innsbruck            | Alina Tararyčenkova Russia   | Alessia Crippa Italia       | Valentina Margaglio Italia |
| 11 gennaio 2020  | Innsbruck            | Amelia Coltman Regno Unito   | Alessia Crippa Italia       | Alina Tararyčenkova Russia |
| 18 gennaio 2020  | Sigulda              | Endija Tērauda Lettonia      | Dārta Zunte Lettonia        | Alina Tararyčenkova Russia |
| 24 gennaio 2020  | Altenberg            | Alina Tararyčenkova Russia   | Agathe Bessard Francia      | Amelia Coltman Regno Unito |
| 25 gennaio 2020  | Altenberg            | Alina Tararyčenkova Russia   | Agathe Bessard Francia      | Valentina Margaglio Italia |

### Singolo uomini
| Data             | Località             | Primi classificati            | Secondi classificati          | Terzi classificati              |
| ---------------- | -------------------- | ----------------------------- | ----------------------------- | ------------------------------- |
| 8 dicembre 2019  | Winterberg           | Lukas David Nydegger Germania | Felix Seibel Germania         | Martin Rosenberger Germania     |
| 14 dicembre 2019 | Schönau am Königssee | Felix Seibel Germania         | Lukas David Nydegger Germania | Krists Netlaus Lettonia         |
| 15 dicembre 2019 | Schönau am Königssee | Amedeo Bagnis Italia          | Cedric Renner Germania        | Krists Netlaus Lettonia         |
| 10 gennaio 2020  | Innsbruck            | Amedeo Bagnis Italia          | Felix Seibel Germania         | Hiroatsu Takahashi Giappone     |
| 11 gennaio 2020  | Innsbruck            | Amedeo Bagnis Italia          | Matt Weston Regno Unito       | Hiroatsu Takahashi Giappone     |
| 18 gennaio 2020  | Sigulda              | Krists Netlaus Lettonia       | Vladislav Semenov Russia      | Mārtiņš Muižnieks Lettonia      |
| 24 gennaio 2020  | Altenberg            | Felix Seibel Germania         | Vladislav Semenov Russia      | Matt Weston Regno Unito         |
| 25 gennaio 2020  | Altenberg            | Krists Netlaus Lettonia       | Vladislav Semenov Russia      | Nathan Crumpton Samoa Americane |

## Classifiche

### Singolo donne
| Pos. | Nome atleta         | Nazione     | WIN | KÖN-1 | KÖN-2 | INN-1 | INN-2 | SIG | ALT-1 | ALT-2 | Punti |
| ---- | ------------------- | ----------- | --- | ----- | ----- | ----- | ----- | --- | ----- | ----- | ----- |
| 1    | Amelia Coltman      | Regno Unito | 2   | 1     | 3     | 5     | 1     | -   | 3     | 4     | 420   |
| 2    | Endija Tērauda      | Lettonia    | 7   | 5     | 1     | 6     | 6     | 1   | 11    | 9     | 377   |
| 3    | Alina Tararyčenkova | Russia      | -   | -     | -     | 1     | 3     | 3   | 1     | 1     | 335   |
| 4    | Dārta Zunte         | Lettonia    | 9   | 4     | 24    | 11    | 9     | 2   | 6     | 6     | 300   |
| 5    | Hanna Staub         | Germania    | 3   | 3     | 5     | 14    | 18    | 9   | 7     | 10    | 299   |
| 6    | Stefanie Votz       | Germania    | 6   | -     | -     | 7     | 12    | 5   | 5     | 5     | 241   |
| 7    | Hannah Stevenson    | Regno Unito | 1   | 24    | 18    | 8     | 5     | -   | 12    | 12    | 235   |
| 8    | Sarah Wimmer        | Germania    | -   | -     | -     | 4     | 4     | 6   | 8     | 7     | 214   |
| 9    | Valentina Margaglio | Italia      | -   | -     | -     | 3     | 7     | -   | 4     | 3     | 198   |
| 10   | Shizuka Uehara      | Giappone    | 15  | 14    | 8     | 15    | 19    | 14  | 14    | 17    | 184   |

### Singolo uomini
| Pos. | Nome atleta          | Nazione     | WIN | KÖN-1 | KÖN-2 | INN-1 | INN-2 | SIG | ALT-1 | ALT-2 | Punti |
| ---- | -------------------- | ----------- | --- | ----- | ----- | ----- | ----- | --- | ----- | ----- | ----- |
| 1    | Felix Seibel         | Germania    | 2   | 1     | 4     | 2     | 13    | 5   | 1     | 1     | 476   |
| 2    | Vladislav Semenov    | Russia      | 4   | 9     | 6     | 5     | 24    | 2   | 2     | 2     | 371   |
| 3    | Krists Netlaus       | Lettonia    | 5   | 3     | 3     | 13    | 15    | 1   | 8     | 9     | 348   |
| 4    | Cedric Renner        | Germania    | -   | 4     | 2     | 9     | 5     | 9   | 7     | 7     | 304   |
| 5    | Hiroatsu Takahashi   | Giappone    | 1   | 2     | 5     | 3     | 3     | 8   | 11    | 6     | 302   |
| 6    | Alexander Schlintner | Austria     | 12  | 7     | 10    | 6     | 9     | 4   | 9     | 10    | 288   |
| 7    | Amedeo Bagnis        | Italia      | 11  | 12    | 1     | 1     | 1     | -   | -     | -     | 283   |
| 8    | Matt Weston          | Regno Unito | 15  | 19    | 21    | 11    | 2     | -   | 3     | 4     | 246   |
| 9    | Ludwig Mannhardt     | Germania    | 26  | 5     | 9     | 14    | 20    | 12  | 7     | 5     | 238   |
| 10   | Stefan Röttig        | Germania    | -   | -     | -     | 8     | 4     | 6   | 4     | 8     | 212   |